# Hamra kyrka, Gotland
Hamra kyrka är en kyrkobyggnad på Storsudret, Gotland, som tidigare tillhörde Hamra församling.

## Kyrkobyggnaden
Den ursprungliga kyrkan byggdes troligen på 1100-talet och blev en centralkyrka med korsarmar. Under början av 1300-talet byggdes kyrkan om helt och fick sitt nuvarande utseende. Kyrkan är tvåskeppig och har ett snedställt torn i väster. Orsaken till att tornet är snedställt är att man hade tänkt bygga en treskeppig basilika, men det södra skeppet blev aldrig färdigställt. Istället erhöll kyrkan förutom det tvåskeppiga långhuset ett smalare rakt avslutat kor. År 1729 byggdes den nuvarande sakristian på nordsidan. Interiören avslöjar på sitt sätt skillnaden mellan den äldre kyrkans bestående valv och de senare tillkomna valven. Den norra väggen pryds av delar från Passionsmästarens fris målad på 1400-talet. Frisen börjar med nattvardens instiftelse och avslutas med pingstundret. Övriga målningar i valven härrör från 1700-talet.

### Inventarier
- Altaruppsats av sandsten förfärdigad 1792. Den hade tidigare ett lamm med korsfana i centrum. 1955 ersattes den av en kalvariegrupp från 1280.
- Triumfkrucifix dateras till 1300-talets mitt.
- Dopfunt från slutet av 1200-talet tillskrivs Semibyzantios.
- Predikstol med ljudtak är utförd i renässans.
- Delar av ett altarskåp från 1400-talet med Marie kröning.
- Bänkinredningen är i sin helhet från 1700-talet.

### Orgel
- Orgel byggd 1887 av M J Lindegren, Göteborg. Omdisposinerad 1953 av Andreas Thulesius, Klintehamn och omändrad 2002. Orgeln är mekanisk och har följande disposition. Ett köp av denna orgel beslöts vid en kyrkostämma i oktober 1887.

| Manual            | Pedal      | Koppel  |
| Gedackt 8’ B      | Subbas 16' | Man/Ped |
| Quintadena 8’ D   |            |         |
| Violflöjt 8’ D    |            |         |
| Principal 4’ B/D  |            |         |
| Rörflöjt 4'       |            |         |
| Oktava 2'         |            |         |
| Kvinta 1 1⁄3' B/D |            |         |

#### Diskografi
- Orgelresa på Gotland / Linder, Alf, orgel. LP. SR Records RMLP 1097. 1971.

### Exteriör

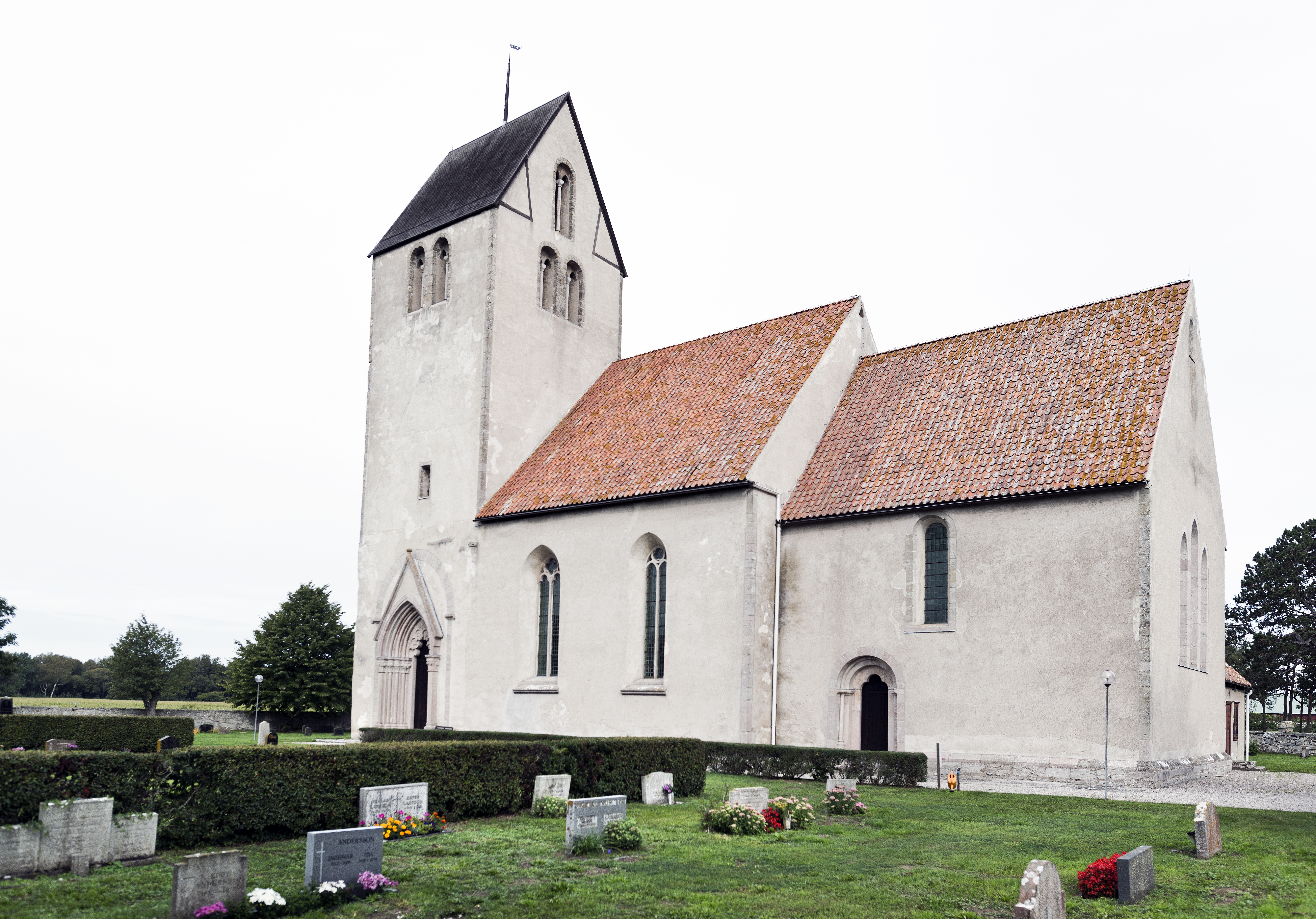
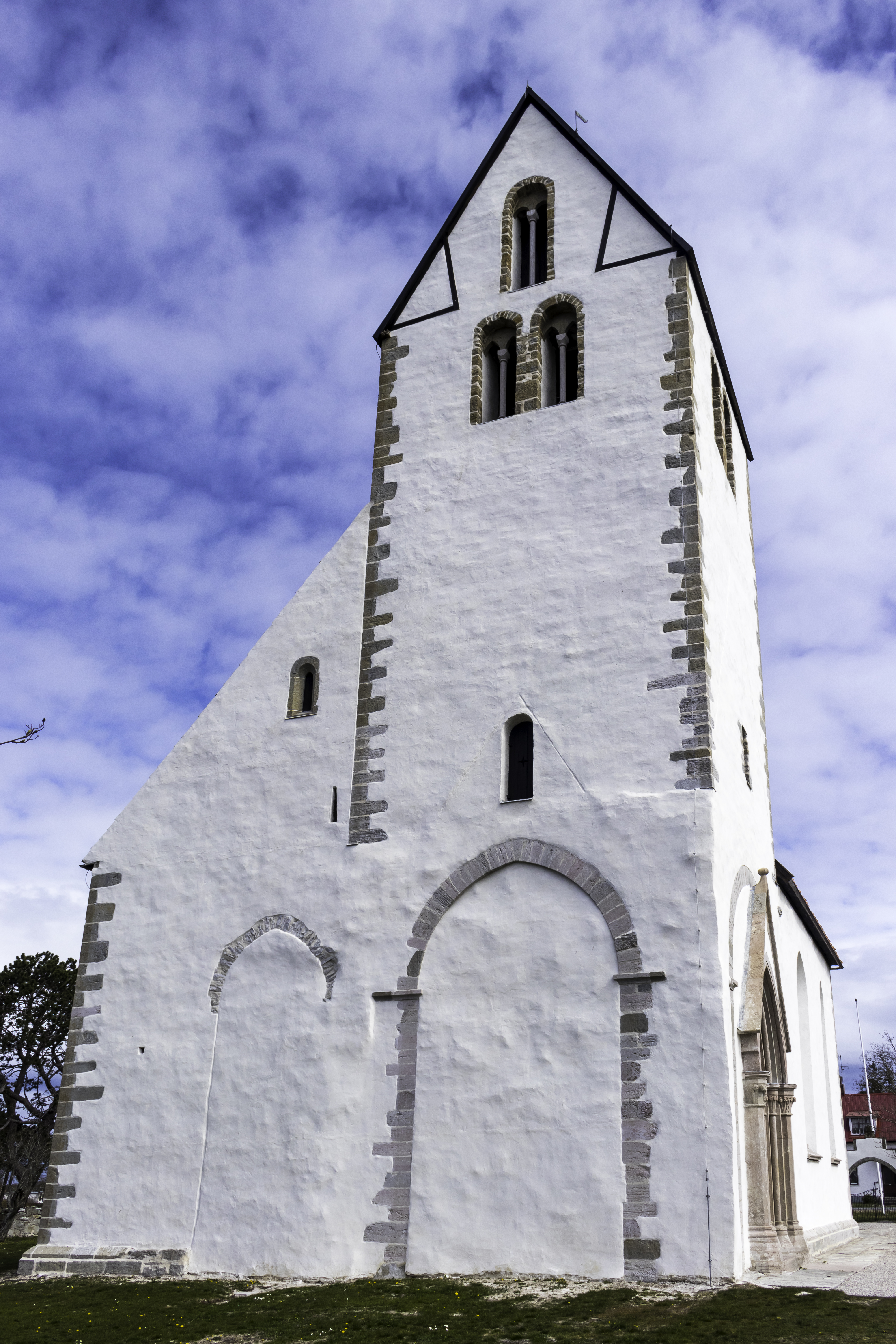
Kyrkan från väster.
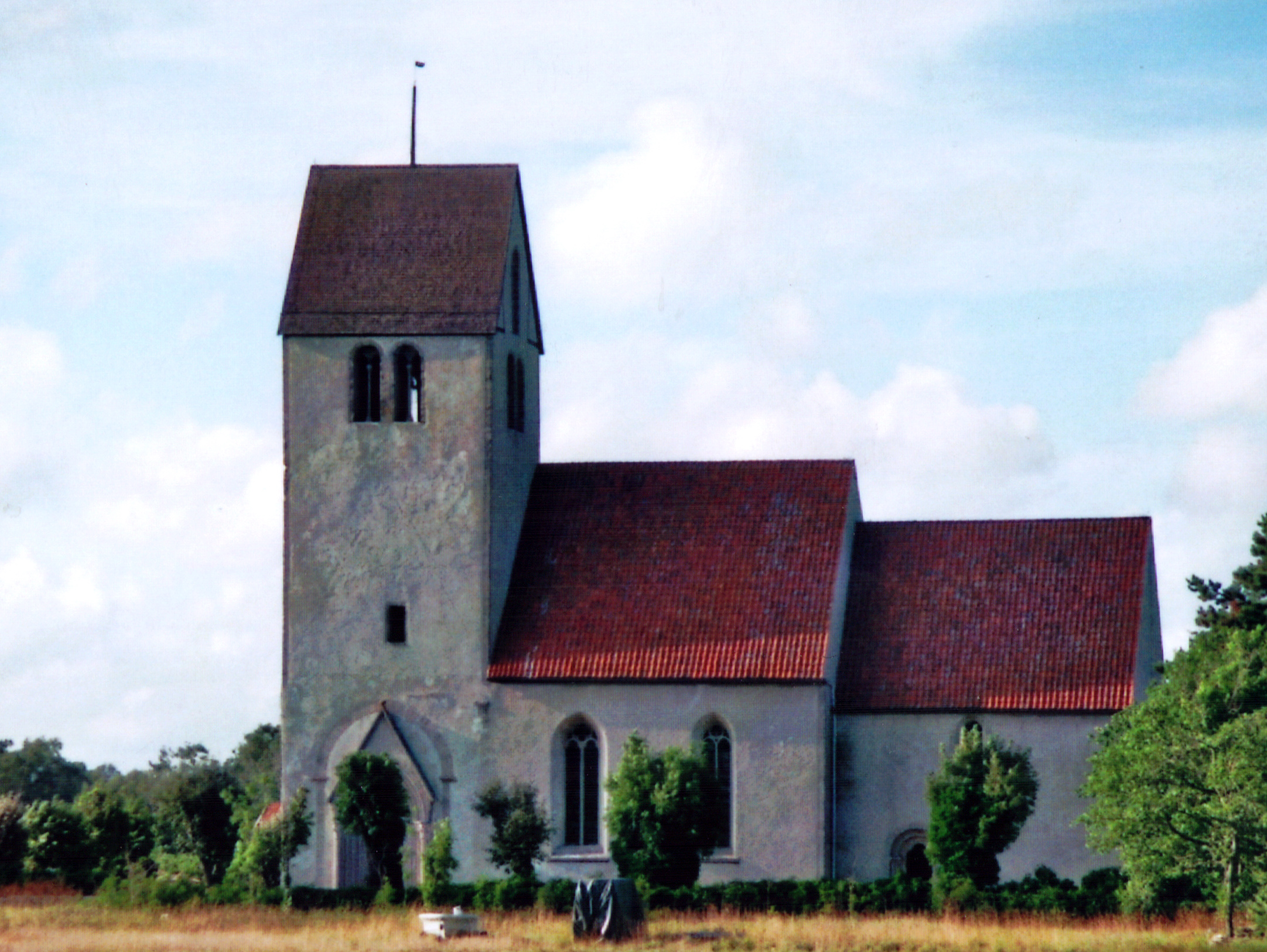
Exteriör från söder.
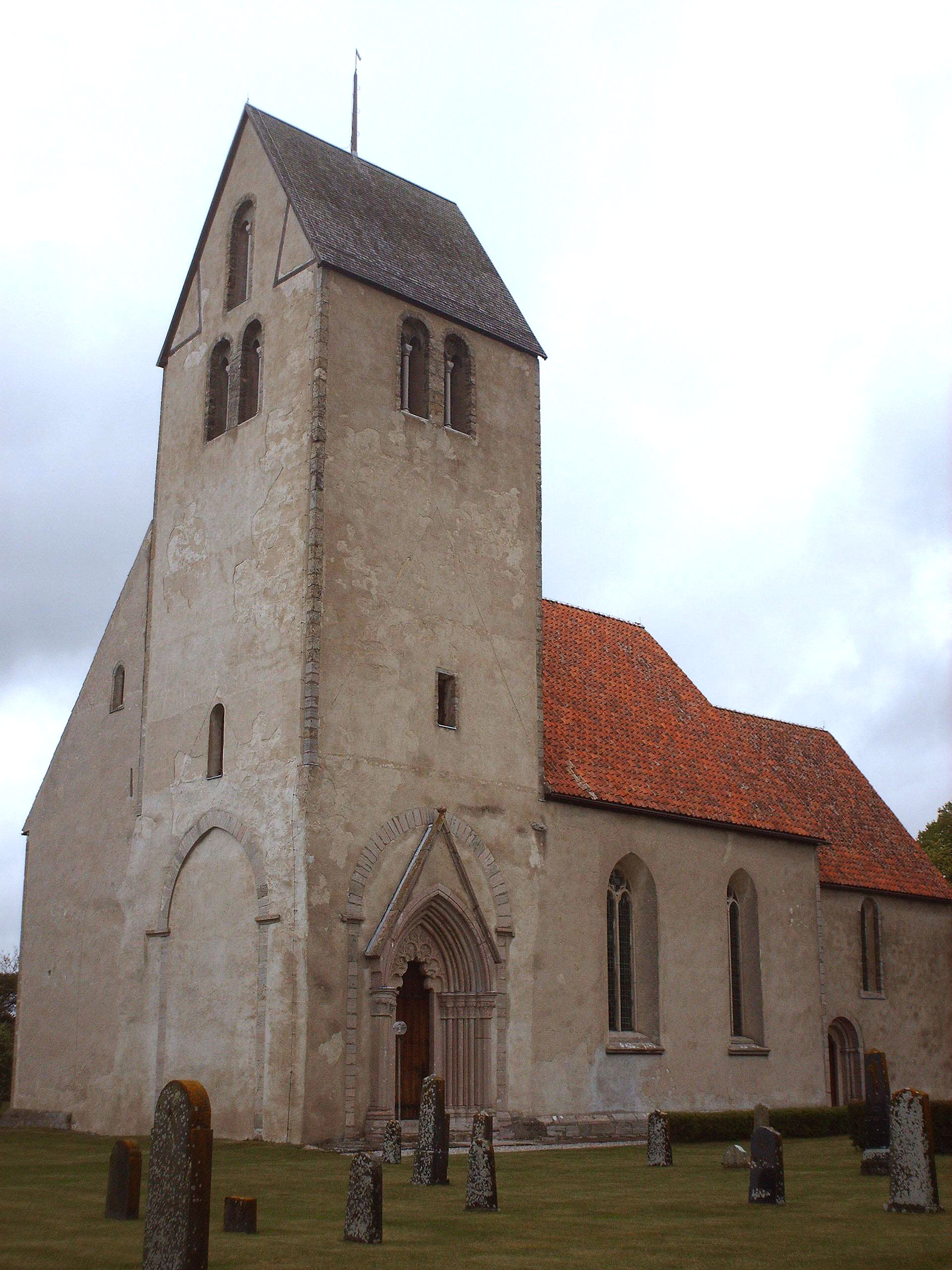
Kyrkobyggnaden från sydväst. På nordväggen ses markering av en igenmurad öppning.
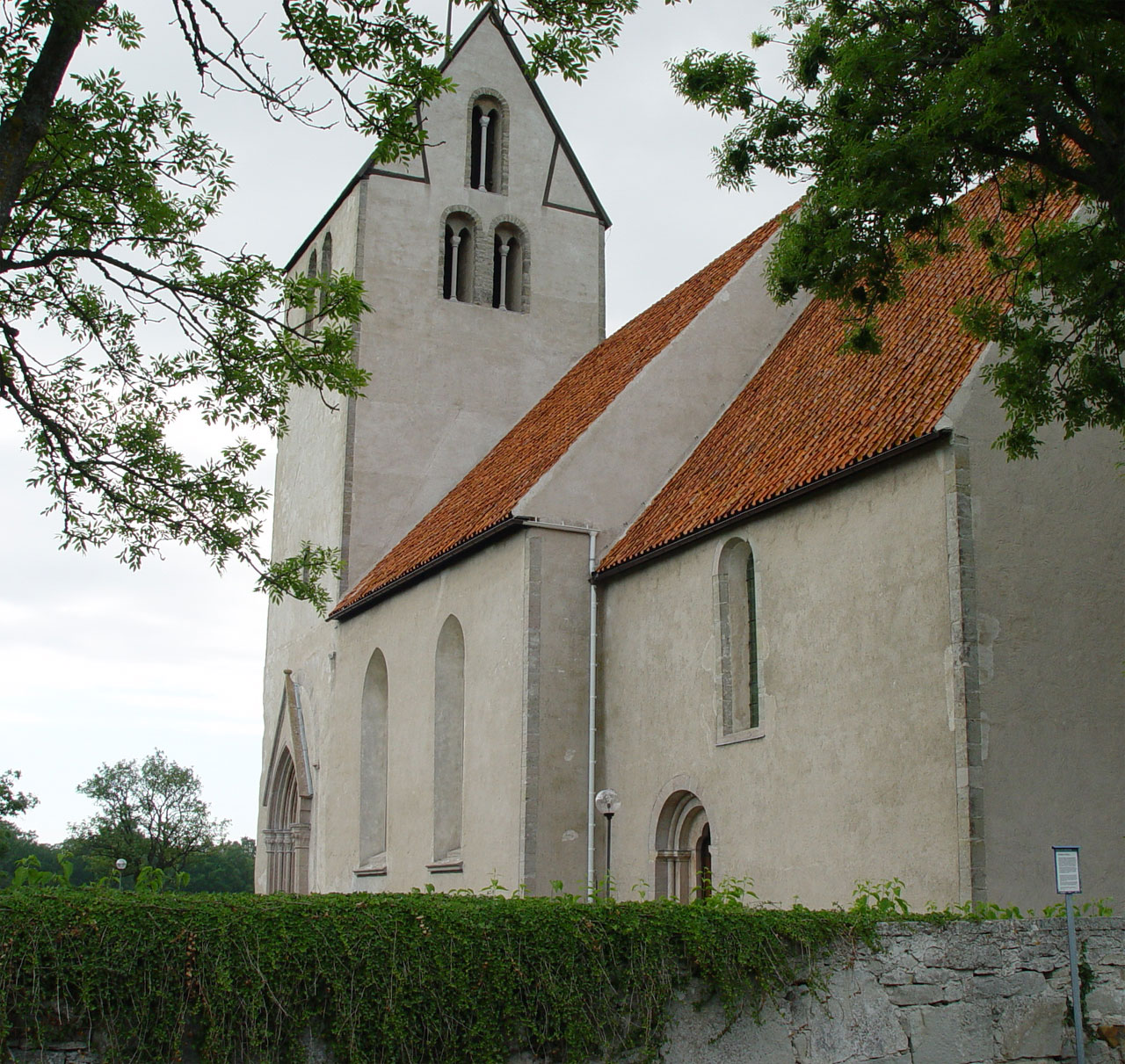
Kyrkan med kor, långhus och tornet från öster.
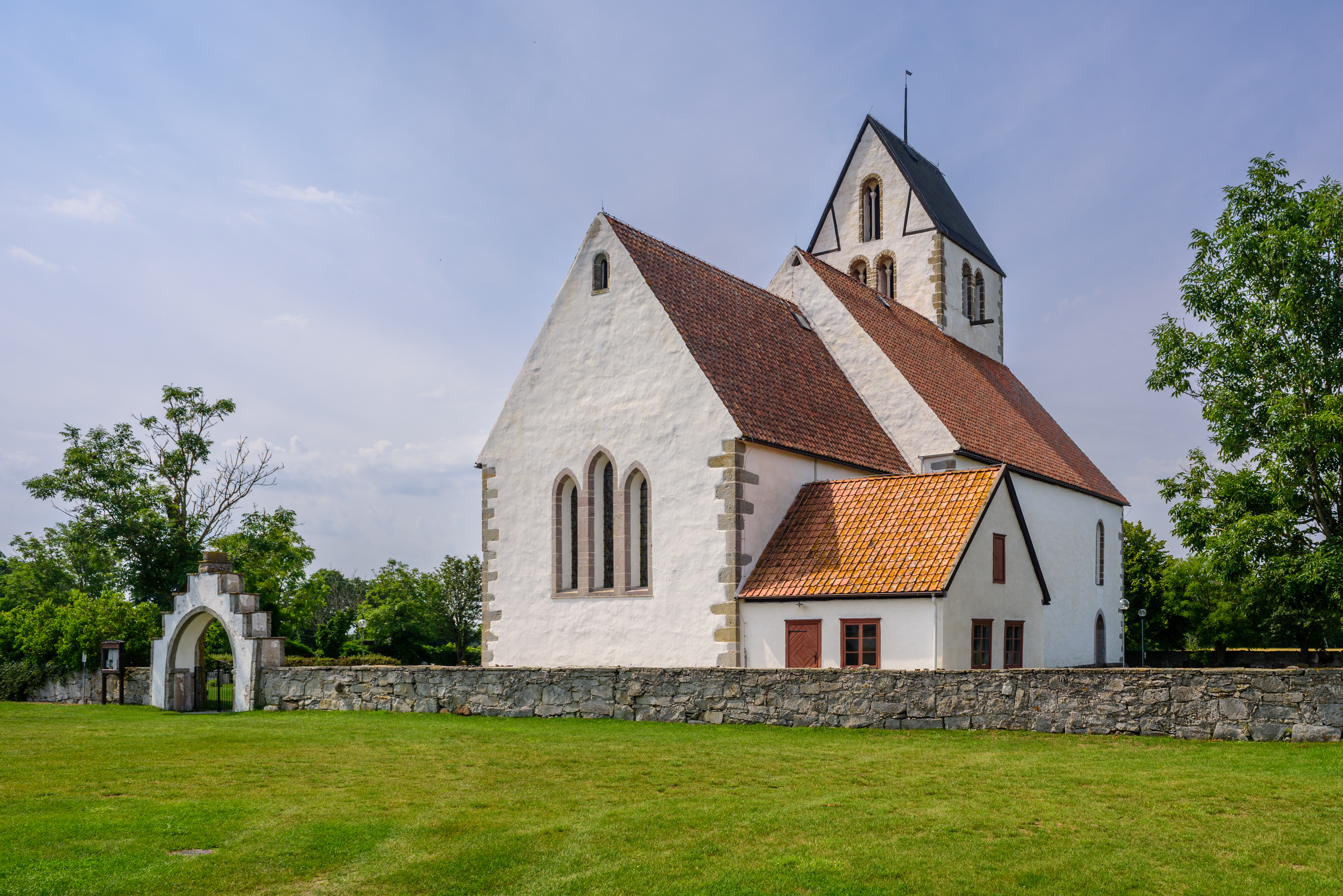
Kyrkans från nordöst.
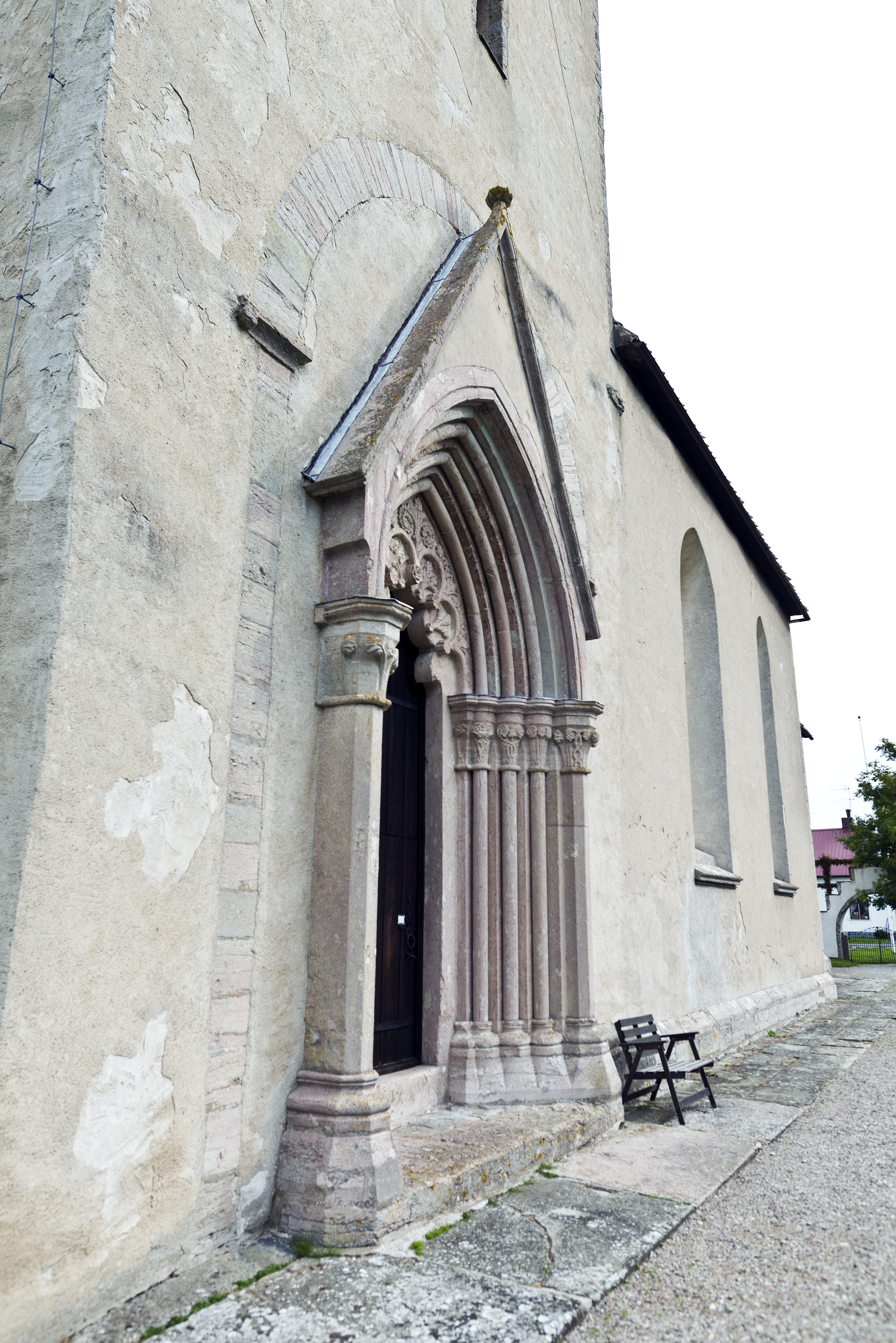
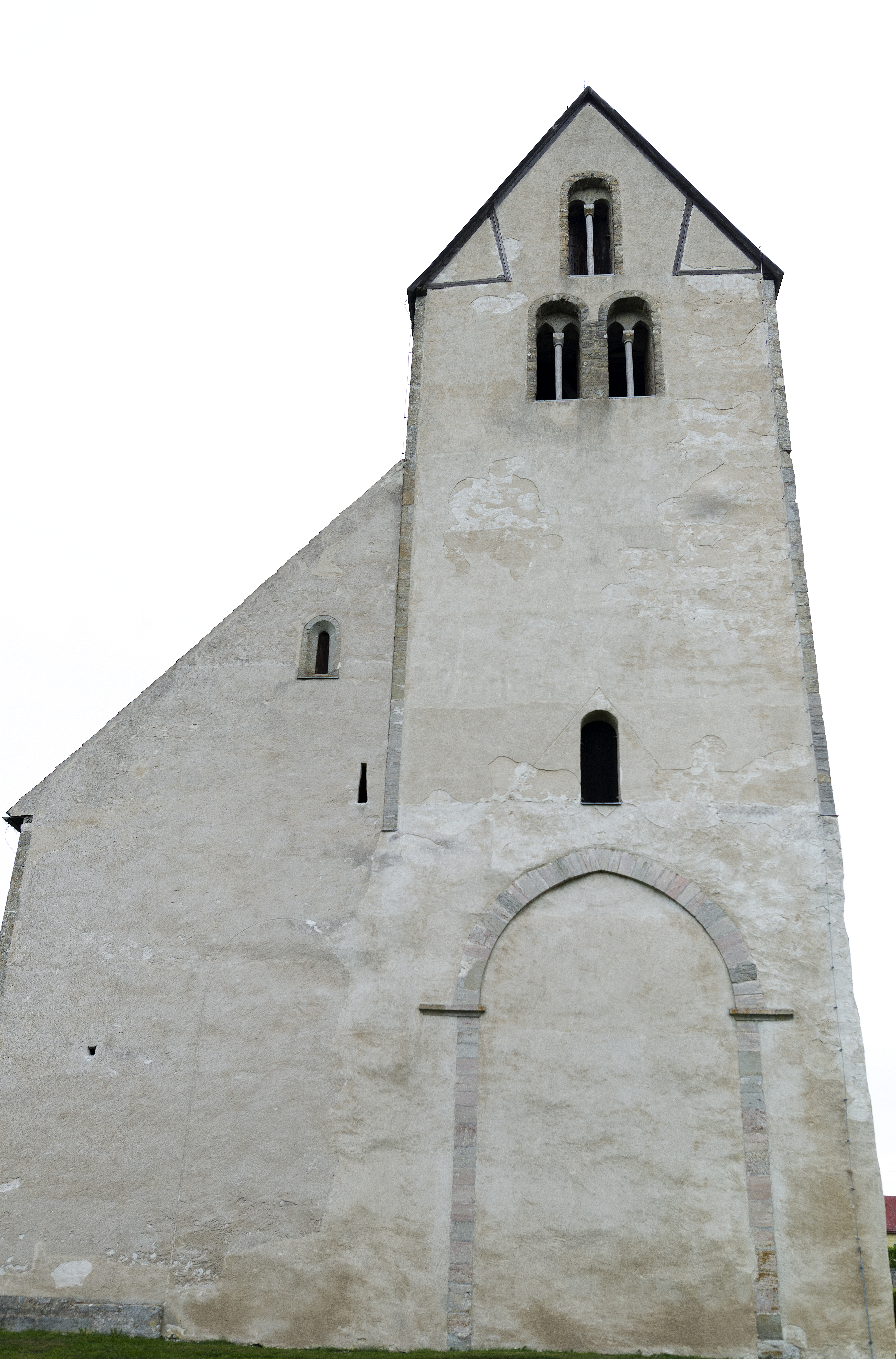
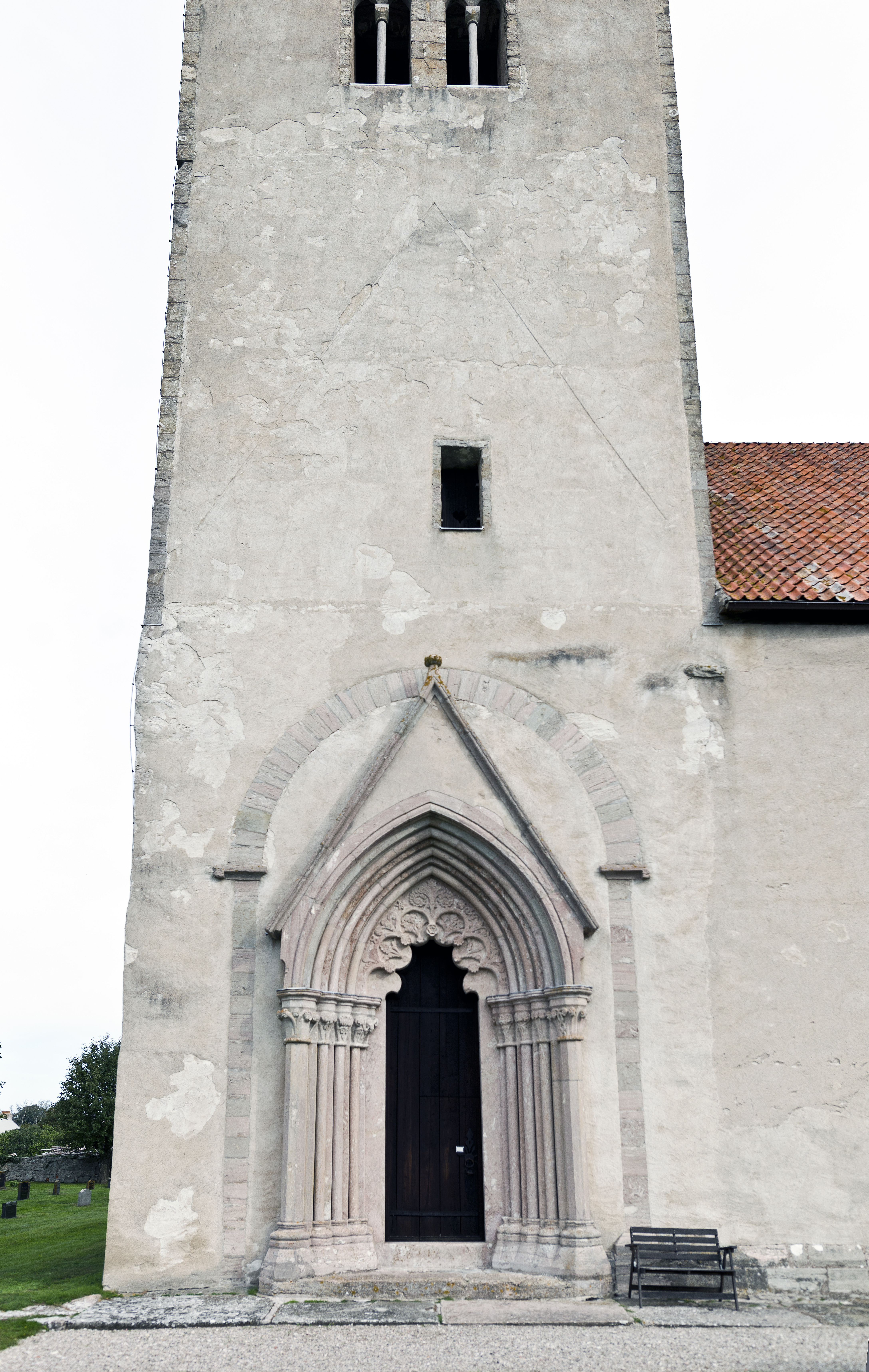
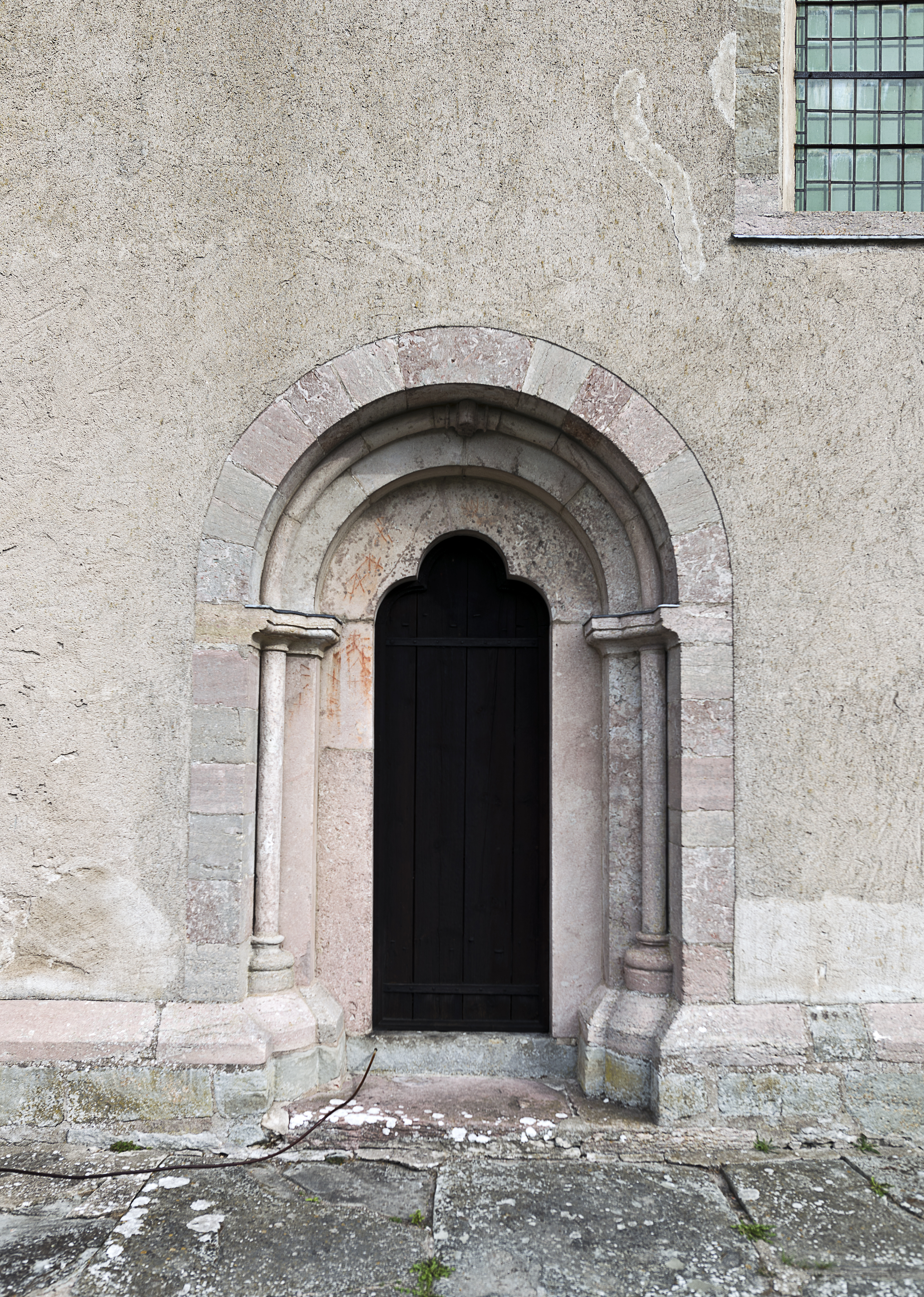

### Interiör

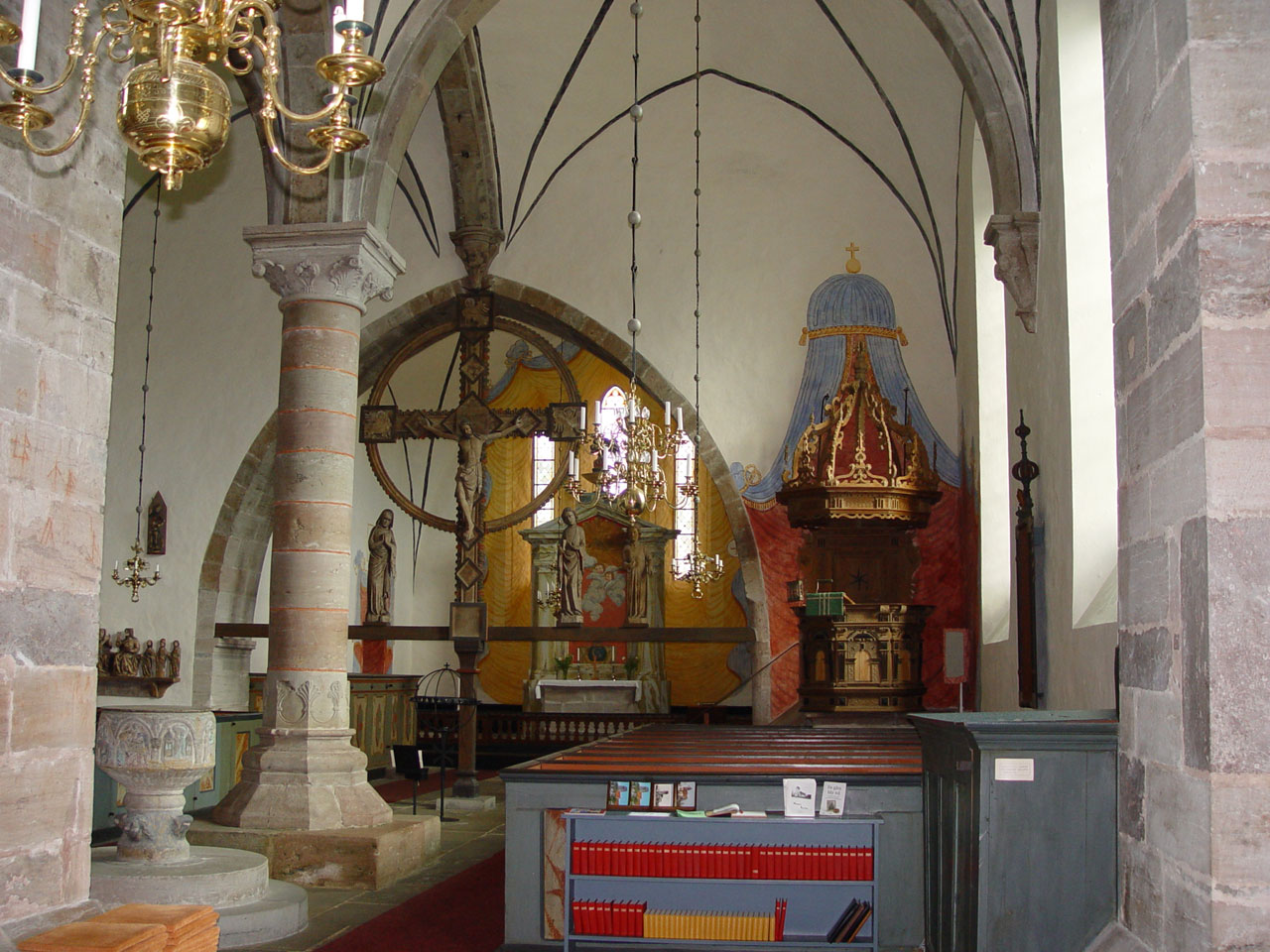
Triumfkrucifix från 1200-talet.
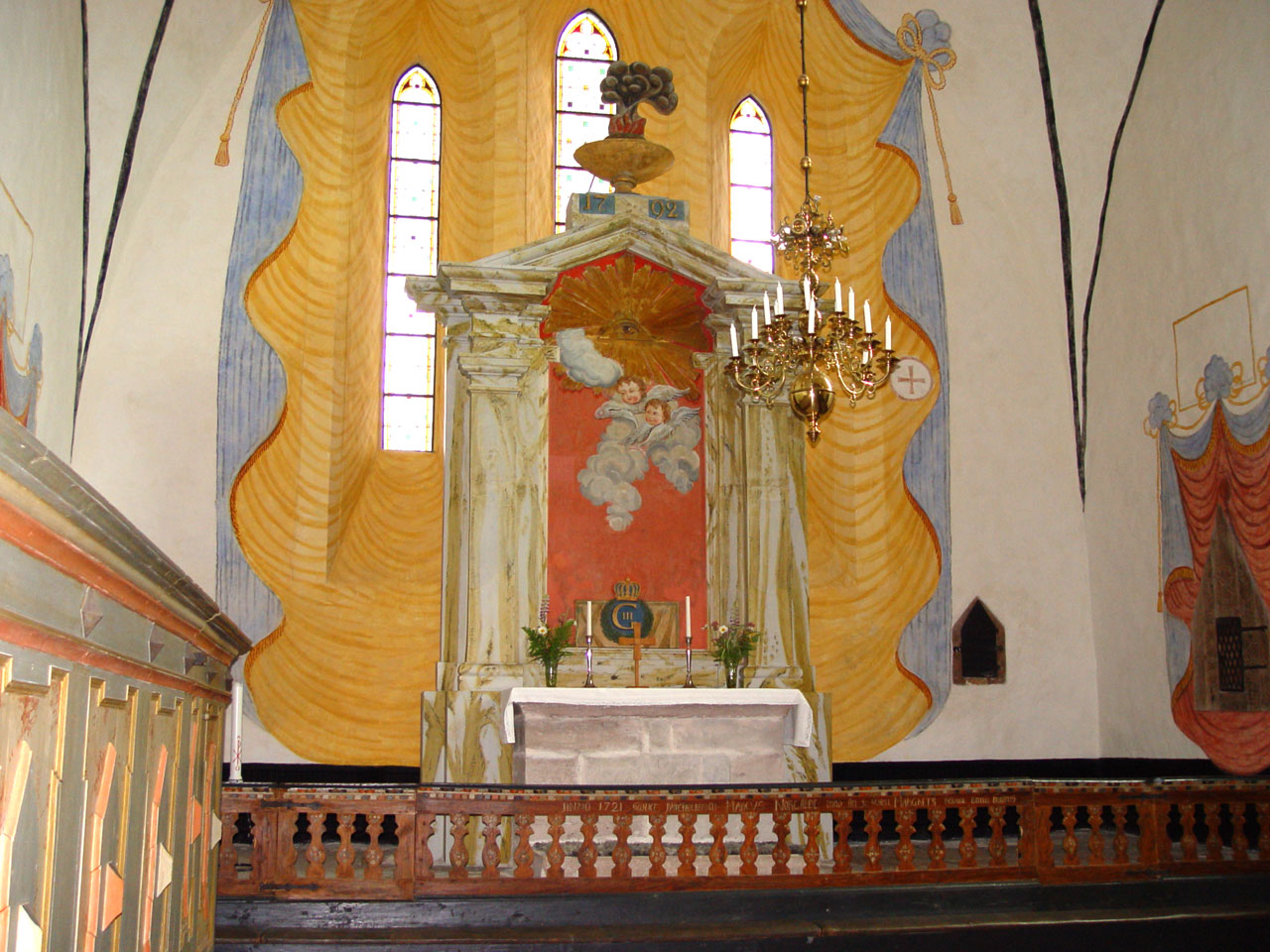
Koret med altaruppsatsen från 1792 omgivna av draperimålningar från 1700-talet.
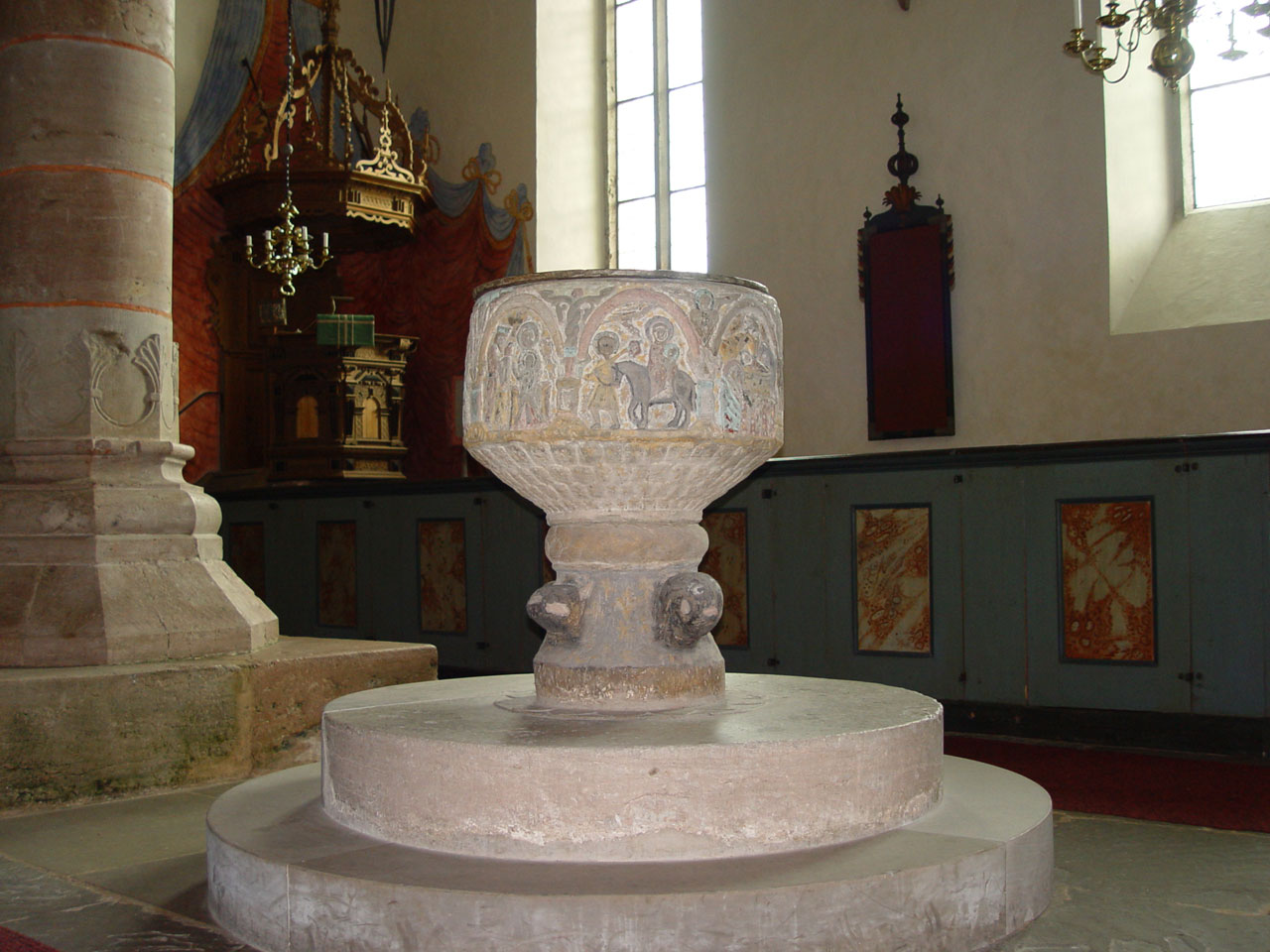
Dopfunt från 1100-talet.
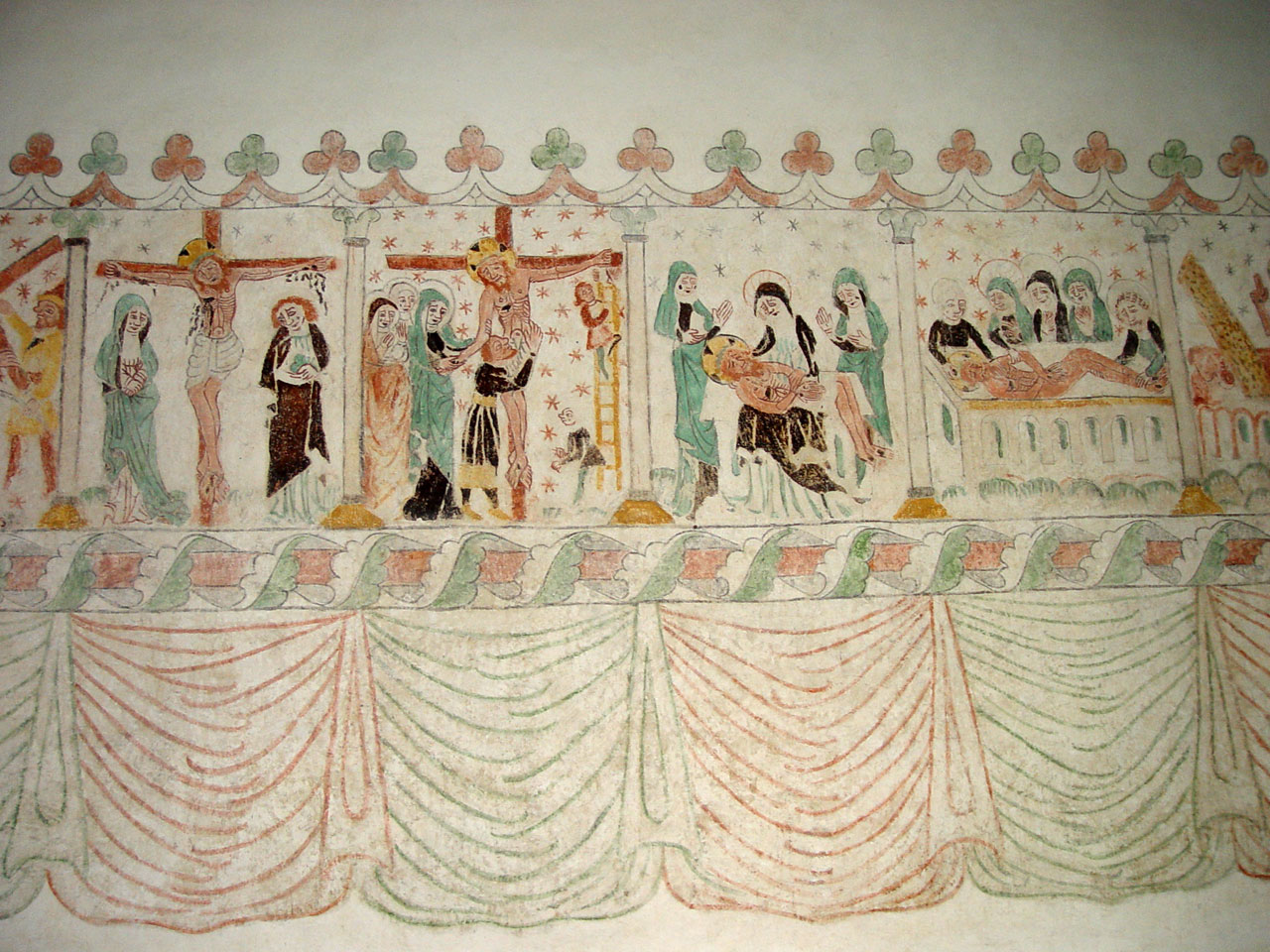
Passionsfris från 1400-talet.
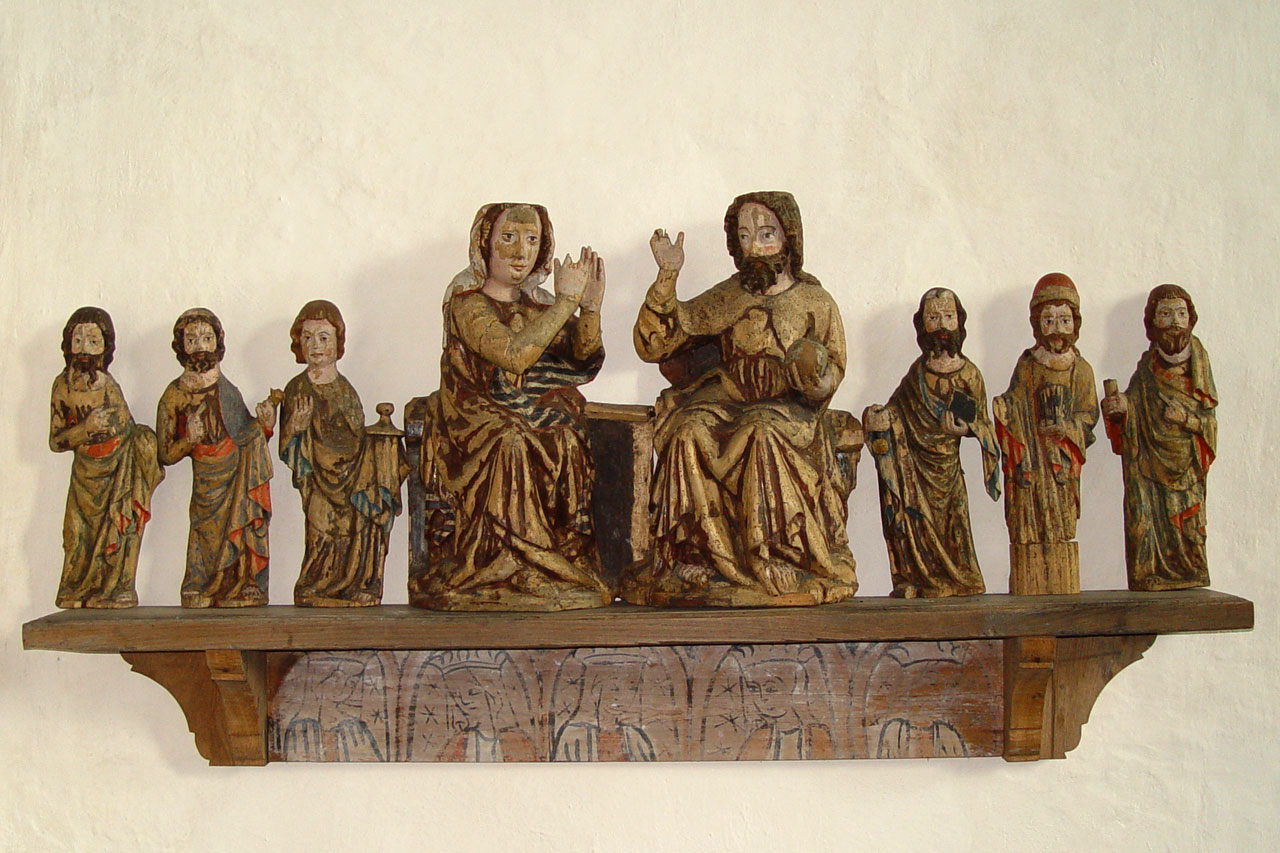
Delar av ett altarskåp från 1400-talet.

## Kastal
Öster om kyrkan, på andra sidan landsvägen, finns ett försvarstorn, en så kallad kastal. Idag finns endast en ruinhög kvar, vilken är rund till formen och drygt två meter i diameter samt 2,2 meter hög. Kastalruinen är bevuxen med lövträd och ska enligt uppgift även ha använts som kalkugn. Det är inte ovanligt med kastaler invid gotländska kyrkor, den kanske bäst bevarade finns vid Gammelgarns kyrka.

### Fotnoter
1. ↑  11:1, Riksantikvarieämbetet.